# Hemlock (Oregon)
Hemlock az Amerikai Egyesült Államok északnyugati részén, Oregon állam Tillamook megyéjében, a U.S. Route 101 mentén elhelyezkedő önkormányzat nélküli település.
Nevét a térségben gyakori váltótűs hemlokfenyőről kapta. A posta 1906 és 1921 között működött.

## Fordítás
- Ez a szócikk részben vagy egészben  a   Hemlock, Tillamook County, Oregon című angol Wikipédia-szócikk ezen változatának fordításán alapul.  Az eredeti cikk szerkesztőit annak laptörténete sorolja fel. Ez a jelzés csupán a megfogalmazás eredetét és a szerzői jogokat jelzi, nem szolgál a cikkben szereplő információk forrásmegjelöléseként.